# Сёстры Пресвятой Девы Марии из Намюра

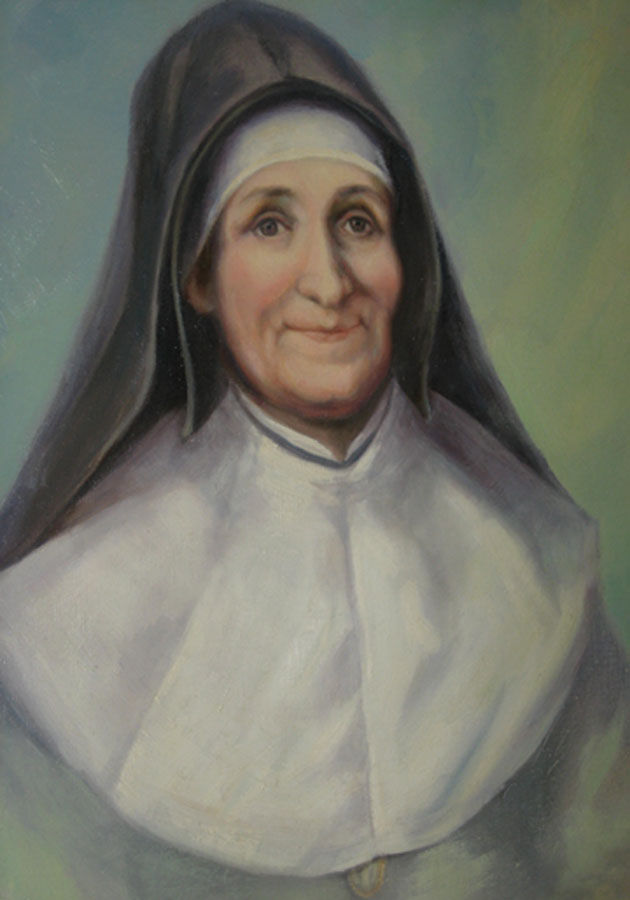
Основательница конгрегации Сестёр Пресвятой Девы Марии из Намура святая Юлия Билльяр

Сёстры Пресвятой Девы Марии из Намюра (фр. Sœurs de Notre-Dame de Namur, SND) — женская монашеская конгрегация понтификального права, основанная святой Юлией Билльяр.

## История
2 февраля 1804 года Юлия Билльяр вместе с графиней Марией-Луизой-Франсуазой Блэн-де-Бурбон основала во французском городе Амьен женскую монашескую общину, которая занималась воспитание и христианским воспитанием девочек. Первый устав новой монашеской конгрегации был составлен на основе Устава святого Игнатия Лойолы иезуитом Жозе Варёном. Первая школа конгрегации была открыта в Генте. В 1807 году в Намюре был открыт генеральный монашеский дом.
8 сентября 1818 года епископ Намюра Шарль-Франсуа-Жозе Писани-де-ла-Год утвердил конгрегацию на епархиальном праве. 28 июня 1844 года Римский папа Григорий XVI одобрил декретом «Decretum laudis» деятельность монашеской общины Сестёр Пресвятой Девы Марии из Намюра. 27 ноября 1924 года Святой Престол окончательно утвердил Устав конгрегации.
В 1969 году Римский папа Павел VI причислил основательницу Юлию Билльяр к лику святых.

## В настоящее время
В настоящее время Дочери Марии Матери Церкви занимаются образовательной деятельностью среди молодёжи и активно участвуют в миссионерской деятельностью Католической церкви.
Генеральный монашеский дом конгрегации находится в Риме. Монашеские общины конгрегации действуют в Конго, Кении, Нигерии, ЮАР, Зимбабве, Бразилии, Мексике, Никарагуа, Перу, Японии, Бельгии, Италии и Великобритании.
На 31 декабря 2005 года в конгрегации было 1.781 сестёр в 628 монашеской общине.

## Источник
- Annuario Pontificio, Libreria Editrice Vaticana, Città del Vaticano 2003, стр. 1473, ISBN 978-88-209-8355-0.
- Guerrino Pelliccia e Giancarlo Rocca (curr.), Dizionario degli istituti di perfezione (10 voll.), Edizioni paoline, Milano 1974—2003.
- Institute of Notre-Dame de Namur/ Catholic Encyclopedia. New York: Robert Appleton Company. 1913.